# لئوناردو بیا
لئوناردو بیا (انگلیسی: Leonardo Bia؛ زادهٔ ۲۳ ژانویهٔ ۲۰۰۲) بازیکن فوتبال است.